# Talacogon
Talacogon (Bayan ng Talacogon) är en kommun i Filippinerna. Kommunen ligger på ön Mindanao, och tillhör provinsen Agusan del Sur. Folkmängden uppgår till 38 374 invånare år 2015.

## Barangayer
Talacogon är indelat i 16 barangayer.
| - Balucan - Buena Gracia - Causwagan - Culi - Del Monte - Desamparados - La Flora - Labnig | - Maharlika - Marbon - Sabang Gibung - San Agustin (Pob.) - San Isidro (Pob.) - San Nicolas (Pob.) - Zamora - Zillovia |